# Pseudanisotarsus
Pseudanisotarsus is een geslacht van kevers uit de familie van de loopkevers (Carabidae). De wetenschappelijke naam van het geslacht is voor het eerst geldig gepubliceerd in 1973 door Noonan.

## Soorten
Het geslacht Pseudanisotarsus is monotypisch en omvat slechts de volgende soort:
- Pseudanisotarsus nicki Emden, 1953